# يوري ياكوفليف
يوري ياكوفليف (الروسية: Юрий Васильевич Яковлев) (بالروسية: Ю́рий Васи́льевич Я́ковлев؛ ولد في 25 أبريل 1928، وتوفي في 30 نوفمبر 2013) هو ممثل روسي شهير. حائز على جائزة الدولة السوفيتية (عام 1979).

## حياته
ولد يوري ياكوفليف في 25 أبريل عام 1928 وتوفي في 30 نوفمبر عام 2013 في مستشفى في موسكو بعد صراع طويل مع المرض، عن عمر ناهز 86 عامًا.
عندما بدأت الحرب الوطنية العظمى انتقلت عائلته من موسكو إلى مدينة أوفا في شرق روسيا حيث اشتغل الصبي يوري مع أمه أولغا في المستشفى العسكري. والتحق عام 1948 بمعهد شوكين المسرحي في موسكو، وأصبح بعد تخرجه عام 1952 ممثلا في مسرح فاختانغوف المشهور، ومن أكثر المسرحيات شهرة التي شارك فيها هي مسرحية «الأميرة توراندوت» المعروفة التي يتواصل عرضها على خشبة المسرح خلال عشرات السنين.
وذاع صيته بعد أن أدى عام 1958 دور الأمير ميشكين في فيلم «الأبله» المستوحى من رواية فيودور دوستويفسكي المعروفة بإخراج إيفان بيرييف. ثم لعب ياكوفليف دور ستيفا اوبلونسكي في فيلم كلاسيكي آخر وهو فيلم «آنا كارينينا» المستوحى من رواية ليف تولستوي (1967).
لكن جلبت له الشعبية الحقيقية الأدوار الكوميدية مثل دور القيصر إيفان الرهيب في فيلم «إيفان فاسيليفيتش يغير مهنته» من إخراج ليونيد غايداي (1973) ودور الملازم رجيفسكي في فيلم «أنشودة الفرسان» (1962) ودور الخطيب كبير السن في فيلم «سخرية القدر» من إخراج إلدار ريازانوف (1975) ودور مسافر فضائي في فيلم «كين دزا دزا» الخيالي من إخراج غيورغي دانيليا (1986).
ويبلغ عدد الأفلام السينمائية والتلفزيونية التي مثل فيها ياكوفليف 92 فيلما.

## فيلموغرافيا
- «المحارب العظيم اسكندربك» (1953)
- «الصيف العجيب» (1957)
- «الأبله» (1958)
- «أنشودة الفرسان» (1962)
- «محكمة المجنونين» (1962)
- «الحياة البسيطة» (1964)
- أنّا كارينينا (1967)
- «النورس» (1970)
- «اللصوص القدماء» (1971)
- «إيفان فاسيليفيتش يغير مهنته» (1973)
- سخرية القدر (1975)

## الوصلات الخارجية
- يوري ياكوفليف على موقع IMDb (الإنجليزية)
- يوري ياكوفليف على موقع ميوزك برينز (الإنجليزية)
- يوري ياكوفليف على موقع أول موفي (الإنجليزية)
- يوري ياكوفليف على موقع قاعدة بيانات الأفلام السويدية (السويدية)
- يوري ياكوفليف على موقع قاعدة بيانات الفيلم (الإنجليزية)
- يوري ياكوفليف على موقع ليتربوكسد (الإنجليزية)
- يوري ياكوفليف على موقع كينوبويسك (الروسية)
- Internet Movie Database